# Phil Taylor (darter)
Philip Douglas Taylor (ur. 13 sierpnia 1960 w Stoke-on-Trent, Anglia) – angielski darter, najbardziej utytułowany reprezentant tej dyscypliny sportu w historii. Jest szesnastokrotnym mistrzem świata obydwu federacji, ponadto zwyciężył w łącznie ponad 75 turniejach. Jego pseudonim to The Power. W 2015 roku BBC zaliczyło Taylora do grona dziesięciu największych brytyjskich sportowców ostatnich 35 lat.

## Zwycięstwa w mistrzostwach świata
| Rok  | Turniej                      | Przeciwnik w finale   | Wynik finału |
| 1990 | BDO World Darts Championship | Eric Bristow          | 6-1          |
| 1992 | BDO World Darts Championship | Mike Gregory          | 6-5          |
| 1995 | PDC World Darts Championship | Rod Harrington        | 6-2          |
| 1996 | PDC World Darts Championship | Dennis Priestley      | 6-4          |
| 1997 | PDC World Darts Championship | Dennis Priestley      | 6-3          |
| 1998 | PDC World Darts Championship | Dennis Priestley      | 6-0          |
| 1999 | PDC World Darts Championship | Peter Manley          | 6-2          |
| 2000 | PDC World Darts Championship | Dennis Priestley      | 7-3          |
| 2001 | PDC World Darts Championship | John Part             | 7-0          |
| 2002 | PDC World Darts Championship | Peter Manley          | 7-0          |
| 2004 | PDC World Darts Championship | Kevin Painter         | 7-6          |
| 2005 | PDC World Darts Championship | Mark Dudbridge        | 7-4          |
| 2006 | PDC World Darts Championship | Peter Manley          | 7-0          |
| 2009 | PDC World Darts Championship | Raymond van Barneveld | 7-1          |
| 2010 | PDC World Darts Championship | Simon Whitlock        | 7-3          |
| 2013 | PDC World Darts Championship | Michael van Gerwen    | 7-4          |

### Drugie miejsca
| Rok  | Turniej                      | Przeciwnik w finale   | Wynik finału |
| 1994 | PDC World Darts Championship | Dennis Priestley      | 6-1          |
| 2003 | PDC World Darts Championship | John Part             | 7-6          |
| 2007 | PDC World Darts Championship | Raymond van Barneveld | 7-6          |
| 2015 | PDC World Darts Championship | Gary Anderson         | 7-6          |
| 2018 | PDC World Darts Championship | Rob Cross             | 7-2          |